# Середине
Сере́дине — село в Україні, у Семенівській селищній громаді Кременчуцького району Полтавської області. Населення становить 48 осіб. 

## Географія
Село знаходиться на правому березі річки Холодна, яка через 4 км впадає в річку Хорол, вище за течією на відстані 1,5 км розташоване село Миколаївка (Лубенський район), нижче за течією на відстані 2,5 км розташоване село Заїчинці. На річці зроблено кілька загат.

## Історія
12 червня 2020 року, відповідно до розпорядження Кабінету Міністрів України № 721-р «Про визначення адміністративних центрів та затвердження територій територіальних громад Полтавської області», село увійшло до складу Семенівської селищної міської громади.
19 липня 2020 року, в результаті адміністративно - територіальної реформи та ліквідації Семенівського району, село увійшло до складу новоутвореного Кременчуцького району.